# AMX International
AMX International je joint venture společností Alenia (46,5 %), Embraer (29,7 %) a Aermacchi (23,6 %) založené za účelem výroby útočného letounu AMX International AMX. Sídlem společnosti je Řím.
Partnerské společnosti vyrábějí různé části letounu:
- Alenia: střední část trupu a svislou ocasní plochu,
- Embraer: křídlo, výškovky, vstupní ústrojí, podvozek a palivové nádrže,
- Aermacchi: přední a zadní část trupu.